# Stěžejka

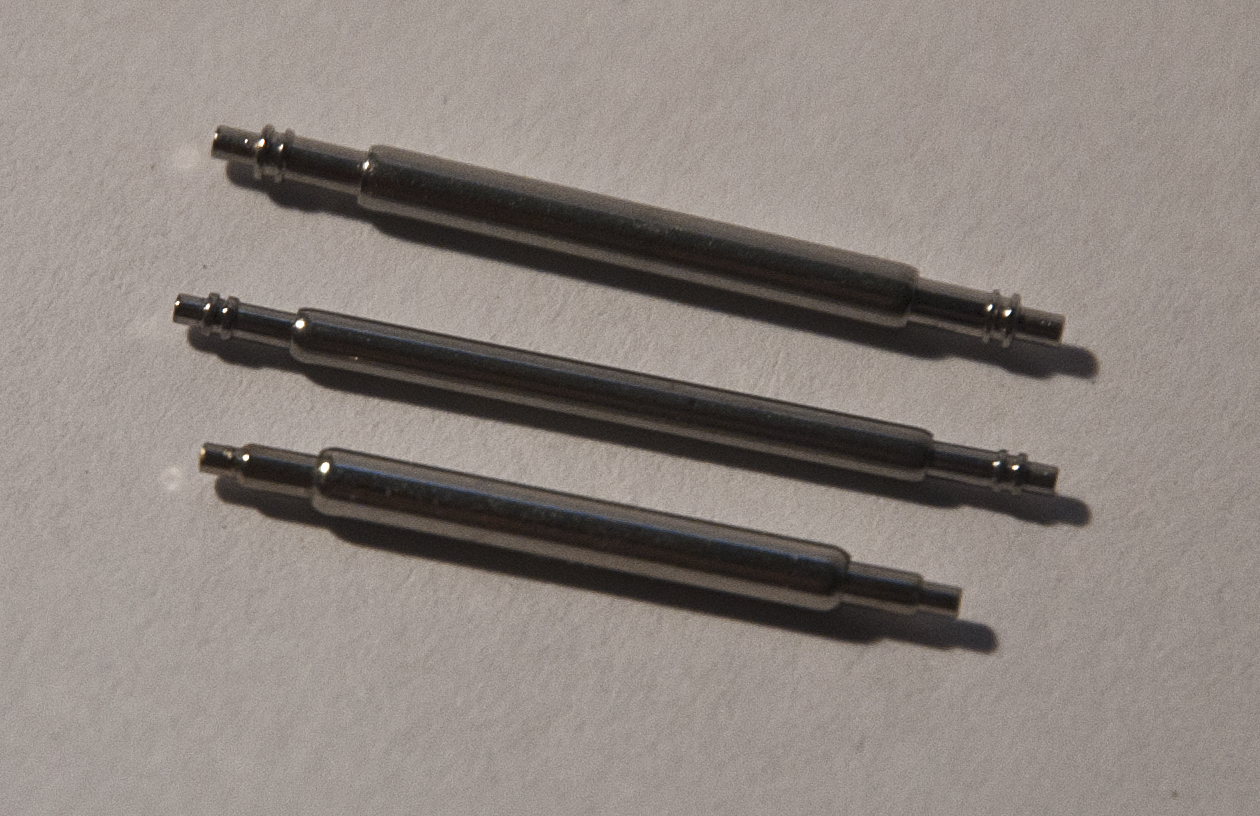
Stěžejky užívané u náramkových hodinek

Stěžejka je osa nebo pant, která umožňuje pohyblivé spojení dalších součástí. Nejtypičtějším využitím stěžejky je uchycení řemínků, tahů a spon náramkových hodinek. Pojem se také užívá pro označení napevno spojených okenních pantů.

## Hodinářská stěžejka
Stěžejka náramkových hodinek bývá typicky tvořena rovnou a nebo mírně prohnutou dutou trubicí s vloženou pružinou, rozpírající dva čepy na koncích. Čepy jsou proti vypadnutí zajištěny zaválcováním konců trubice a jejich válcové konce zapadají do předvrtaných otvorů ve třmenech pláště hodinek nebo náramku. Pro manipulaci s pružinovými stěžejkami se používají specializované hodinářské nástroje ve tvaru vidliček a nebo pinzet s vidlicovými hroty, umožňující zamáčknutí a uvolnění čepů bez poškození pouzdra hodinek, tahu a nebo spony.
Pro konstrukce vyžadující vyšší pevnost nebo snadnější rozebiratelnost spoje existují také šroubovací a nebo západková provedení, se stěžejkami vysoustruženými z jediného kusu materiálu.
Stěžejky jsou vyráběny v normalizovaných velikostech, typicky v délkách 14, 16, 18, 20, 22 a 24 mm.